# Benjamin Stephenson
Benjamin Stephenson (* 8. Juli 1769 in Province of Pennsylvania (nach anderen Quellen: 18. Jahrhundert in Kentucky); † 10. Oktober 1822 in Edwardsville, Illinois) war ein US-amerikanischer Politiker, der zwischen 1814 und 1817 das Illinois-Territorium als nicht stimmberechtigter Delegierter im US-Repräsentantenhaus vertrat.

## Leben

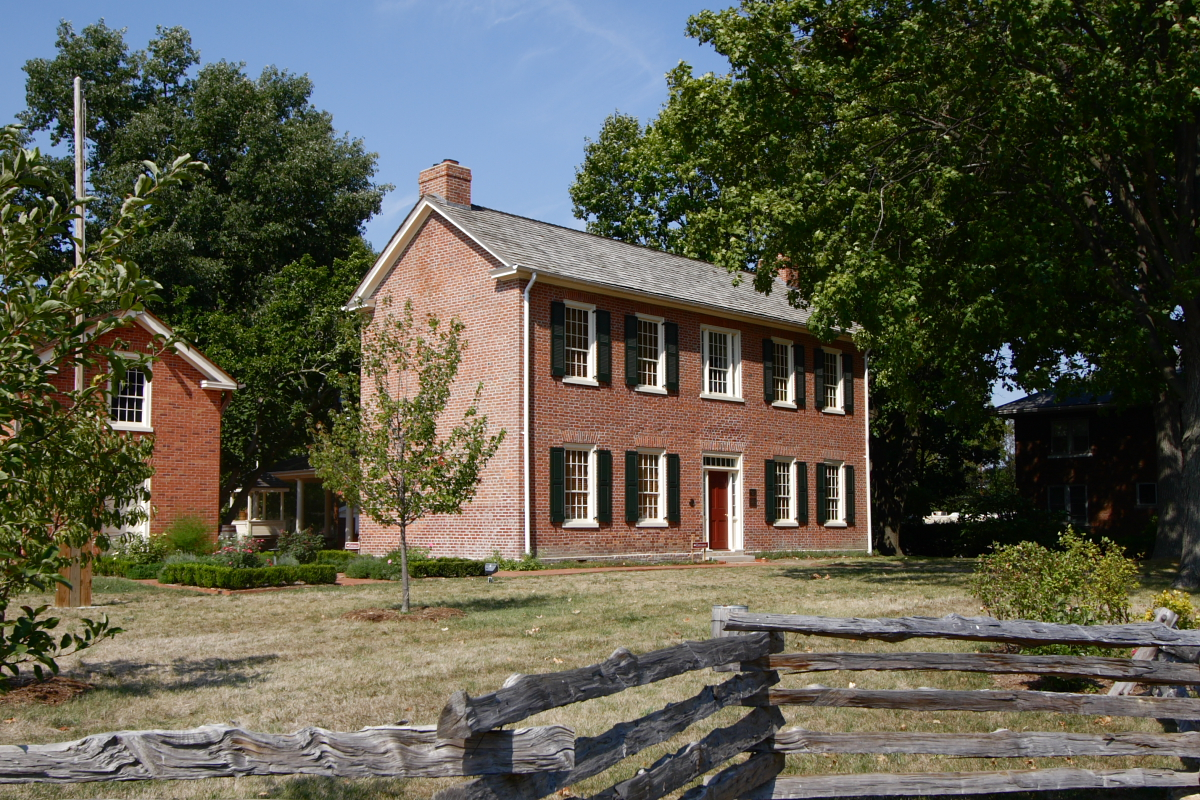
Frontansicht des Benjamin Stephenson House in Edwardsville

Stephenson, dessen genaues Geburtsdatum unbekannt ist und der sich 1788 in Virginia sowie 1809 im Illinois-Territorium niederließ, wurde am 28. Juni 1809 von Ninian Edwards, dem Gouverneur des Territoriums, zum ersten Sheriff von Randolph County ernannt. Später begann er eine Tätigkeit als Kaufmann in Edwardsville und diente während des Britisch-Amerikanischen Krieges von 1812 als Oberst, ehe er 1813 zum Generaladjutanten des Territoriums ernannt wurde.
Am 3. September 1814 wurde er nach Shadrach Bond, der wiederum Verwalter des Finanzen des Grundbuchamts in Kaskaskia wurde, zum zweiten Delegierten des Illinois-Territoriums im US-Repräsentantenhaus gewählt und gehörte diesem vom 14. November 1814 bis zum 3. März 1817 gewählt. 1816 verzichtete er auf eine erneute Kandidatur, wurde bereits am 29. April 1816 selbst Verwalter der öffentlichen Finanzen im Grundbuchamt in Edwardsville und bekleidete dieses Amt bis zu seinem Tod. Daneben war er 1818 Delegierter des Konvents zur Erarbeitung der ersten Verfassung von Illinois sowie 1819 Präsident der Bank von Edwardsville.
Das von ihm 1820 gebaute Benjamin Stephenson House in Edwardsville ist eines der ältesten noch bestehenden Häuser in Illinois. Ihm zu Ehren wurde das am 4. März 1837 aus Teilen des Jo Daviess County und Winnebago County gebildete Stephenson County im Bundesstaat Illinois benannt.
Sein Sohn James W. Stephenson, der 1832 am Black-Hawk-Krieg teilnahm, war Mitglied des Senats von Illinois und 1837 Kandidat der Demokratischen Partei für das Amt des Gouverneurs von Illinois.